# Upravna zona 2 (Afar)
Upravna zona 2 je jedna od pet zona regije Afar u Etiopija; niti jedna od zona Afara nema ime. Ova zona se na jugu graniči s Upravnom zonom 4, na jugozapadu s Upravnom zonom 1, na zapadu s regijom Amhara, a na sjeveroistoku s Eritrejom.
Najveći grad Zone 2 je Abala. U ovoj zoni također smješteno i bivše rudarsko naselje Dallol, na kome je zabilježen rekord za najtoplije naseljeno mjesto na Zemlji, s prosječnom temperaturom od 34° C.
Prema podacima Središnje statističke agencije iz 2005. godine, ova zona je imala procijenjeno stanovništvo od 272.023, od čega 147.556 muškaraca i 124,467 žena; 7.299 ili 2,7% stanovnika je živjelo u gradovima. Podaci za gustoću stanovništva ove zone nisu dostupni.

## Worede
- Abala
- Afdera
- Berahle
- Dallol
- Erebti
- Koneba
- Megale